# Maskiwci
Maskiwci (ukr. Масківці) – wieś na Ukrainie, w obwodzie kijowskim, w rejonie browarskim, w hromadzie Barysziwka. W 2001 liczyła 371 mieszkańców, spośród których 365 wskazało jako ojczysty język ukraiński, a 6 rosyjski.